# Lundy
L'isola di Lundy si trova al largo delle coste occidentali della Gran Bretagna, nel Canale di Bristol, tra la Cornovaglia e il Galles. Si allunga da nord a sud per circa 5 km e occupa una superficie di circa 4,2 km². A causa delle forti maree che caratterizzano quel tratto di mare, molto trafficato, e dei frequenti banchi di nebbia, sull'isola sono stati costruiti ben tre fari: uno sul punto più alto, uno sulla punta nord ed uno sulla punta sud.

## Storia
I reperti ritrovati dimostrano la presenza umana sull'isola già in età preistorica. Pietre tombali con iscrizioni celtiche provano inoltre la presenza di abitanti stanziali in epoche successive. In seguito, nel 1160, re Enrico II d'Inghilterra diede l'isola in feudo ai cavalieri templari, ma non si hanno prove di un loro effettivo stanziamento.
Nel 1235 trovarono rifugio su Lundy vari membri della famiglia Marisco, implicati in una congiura contro re Enrico III d'Inghilterra. Con la loro presenza iniziò per l'isola un lungo periodo quale base di operazioni pirata, nonostante già nel 1242 re Enrico III fosse intervenuto con una spedizione militare ad arrestare Guglielmo de Marisco, cioè il capofamiglia. A quest'epoca risale la prima costruzione del castello.
Ma l'isola fu sempre difficile da sottomettere alla corona e di fatto per molti secoli godette di un regime di semi indipendenza, vivendo soprattutto di pirateria, approfittando della favorevole posizione, visto che le navi erano costrette a navigare in prossimità delle sue coste, a causa delle forti correnti e della presenza di banchi sabbiosi.
Addirittura, tra i vari avventurieri che si impossessarono di Lundy quale base delle loro scorrerie, nel XVII secolo vi furono dei pirati barbareschi, provenienti da Salé in Marocco.
Nel corso della guerra civile inglese Lundy fu l'ultima terra a rimanere fedele al deposto re Carlo II d'Inghilterra, prima di venire occupata dalle forze fedeli al Parlamento.
Nei secoli seguenti Lundy divenne possesso di varie casate più o meno nobili, ma i vari tentativi di creare un insediamento stabile furono piuttosto fallimentari, anche se comunque vi vennero costruite una villa, una chiesa ed i tre fari di segnalazione.
Tra gli ultimi proprietari vi fu Martin Coles Harman, che tra il 1925 ed il 1931 si proclamò "re di Lundy": pur avendo coniato delle monete con la sua effigie in qualità di "sovrano" dell'isola, non fece mai alcuna azione formale per dichiarare realmente l'indipendenza.